# Mortes em novembro de 2014
Mortes em 2014: ← Janeiro – Fevereiro – Março – Abril – Maio – Junho – Julho – Agosto – Setembro – Outubro – Novembro – Dezembro →
Esta é uma relação de pessoas notáveis que morreram durante o mês de novembro de 2014, listando nome, nacionalidade, ocupação e ano de nascimento.

Roberto Gómez Bolaños, ator e comediante mexicano.

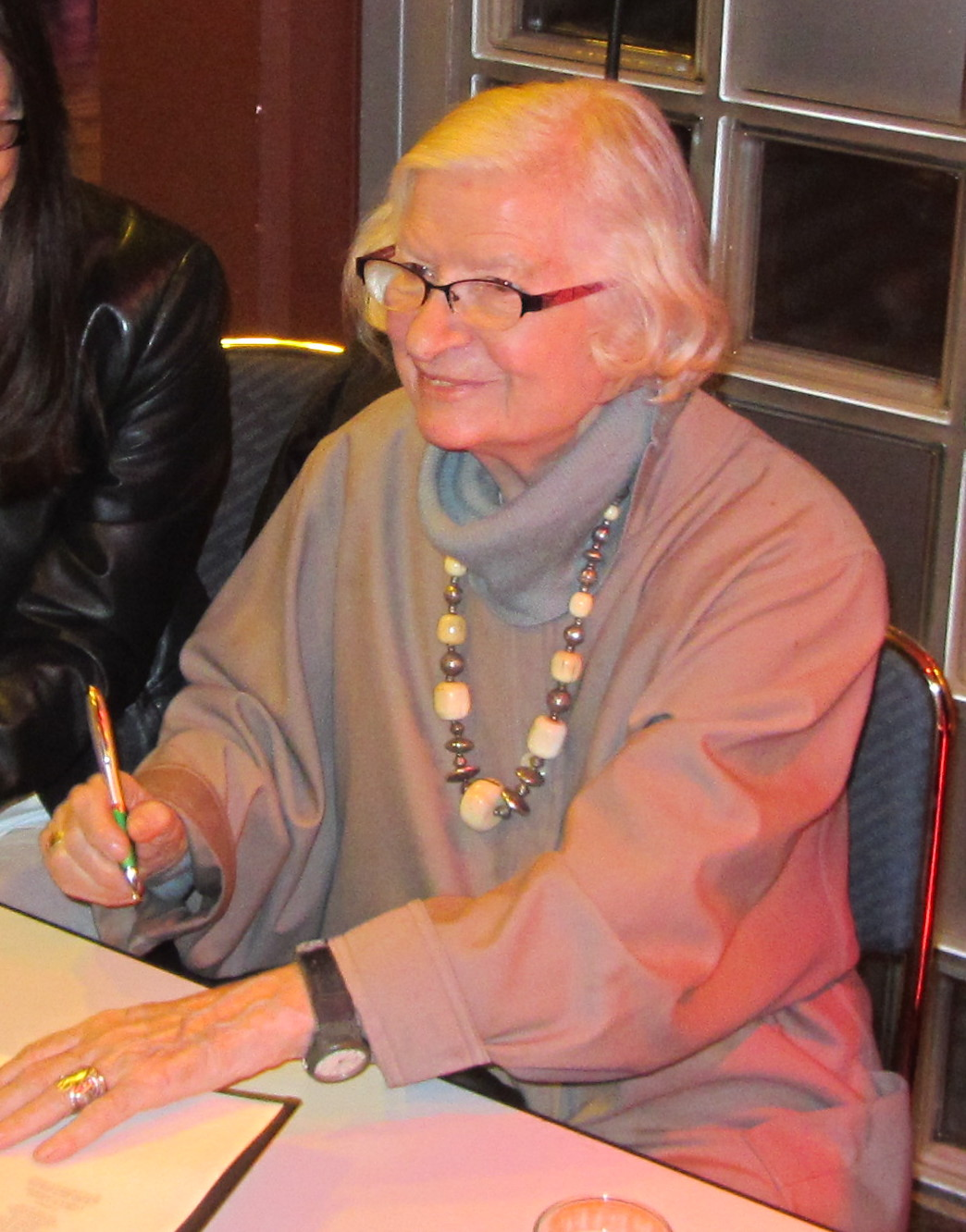
P. D. James, escritora de ficção policial inglesa.

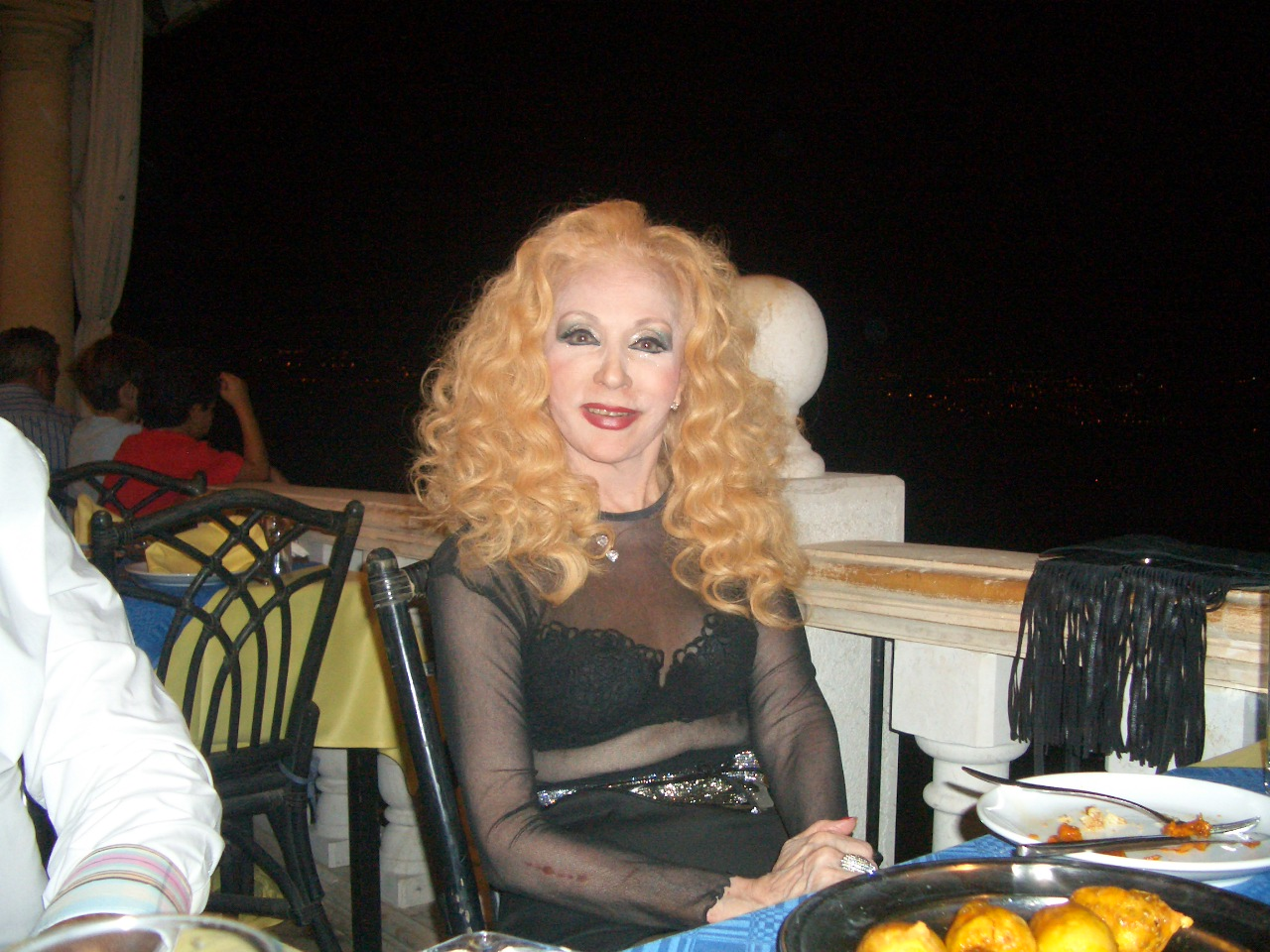
Sabah, cantora e atriz libanesa.

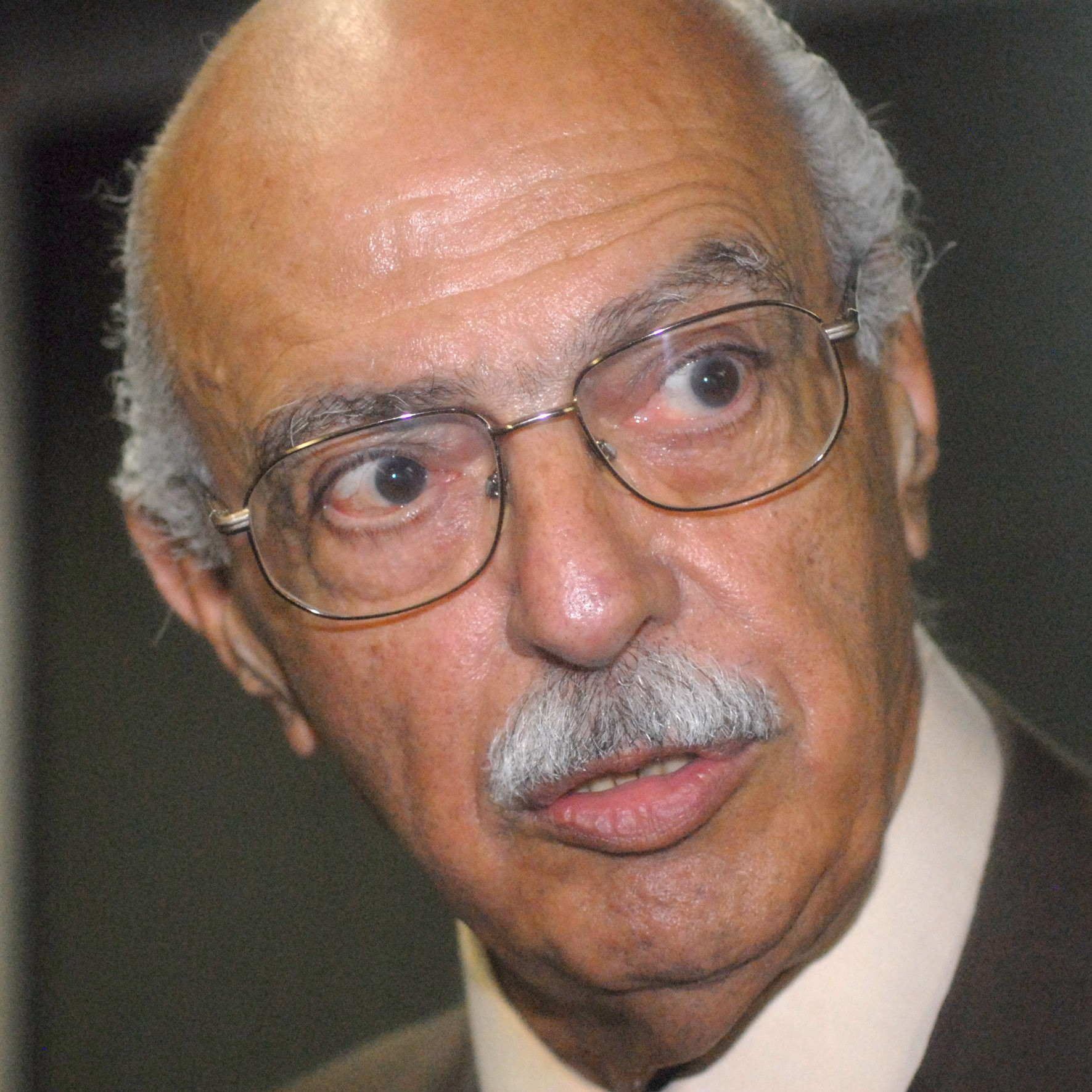
Adib Jatene, médico brasileiro.

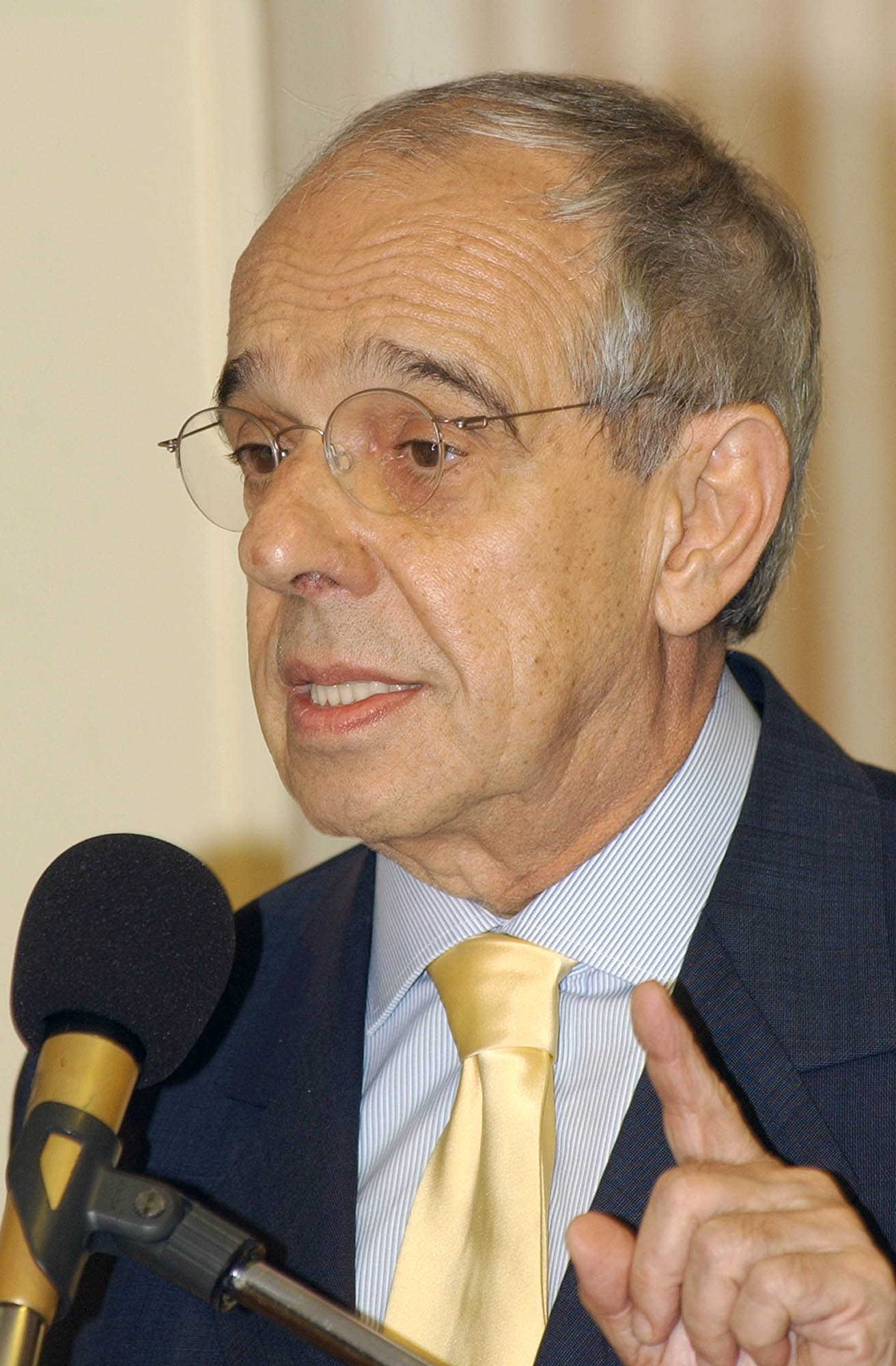
Márcio Thomaz Bastos, jurista brasileiro.

| Dia | Nome                       | Profissão ou motivo de reconhecimento | País de nascimento | Ano de nasc. | Ref           |
| --- | -------------------------- | ------------------------------------- | ------------------ | ------------ | ------------- |
| 1   | Kazuko Yanaga              | Dubladora e atriz                     | Japão              | 1947         | [ 1 ] [ 2 ]   |
| 1   | Alberto Johannes Först     | Bispo                                 | Alemanha/ Brasil   | 1926         | [ 3 ]         |
| 2   | Acker Bilk                 | Músico                                | Reino Unido        | 1929         | [ 4 ]         |
| 3   | Mariam Fakhr Eddine        | Atriz                                 | Egito              | 1933         | [ 5 ]         |
| 5   | Manitas de Plata           | Músico                                | França             | 1921         | [ 6 ]         |
| 8   | Hugo Sánchez Portugal      | Futebolista e comentarista esportivo  | México             | 1984         | [ 7 ]         |
| 9   | Carolina Zambon Geraldin   | Supercentenária                       | Brasil             | 1901         | [ 8 ]         |
| 9   | Myles Munroe               | Pastor, escritor e palestrante        | Bahamas            | 1954         | [ 9 ]         |
| 12  | Warren Clarke              | Ator                                  | Inglaterra         | 1947         | [ 10 ]        |
| 12  | Viktor Serebryanikov       | Futebolista                           | Ucrânia            | 1940         | [ 11 ]        |
| 12  | Leandro Konder             | Filósofo                              | Brasil             | 1936         | [ 12 ]        |
| 13  | Manoel de Barros           | Poeta                                 | Brasil             | 1916         | [ 13 ]        |
| 13  | Alexander Grothendieck     | Matemático                            | França             | 1928         | [ 14 ] [ 15 ] |
| 13  | Maria Jose Alvarado        | Modelo                                | Honduras           | 1995         | [ 16 ]        |
| 14  | Adib Jatene                | Médico                                | Brasil             | 1929         | [ 17 ]        |
| 15  | Valéry Mézague             | Futebolista                           | Camarões           | 1983         | [ 18 ]        |
| 15  | Leslie Feinberg            | Ativista                              | Estados Unidos     | 1949         | [ 19 ]        |
| 16  | Kim Ja-ok                  | Atriz                                 | Coreia do Sul      | 1951         | [ 20 ]        |
| 16  | Serge Moscovici            | Psicólogo social                      | Roménia/ França    | 1928         | [ 21 ]        |
| 17  | Anthímio de Azevedo        | Meteorologista                        | Portugal           | 1926         | [ 22 ]        |
| 17  | Patrick Suppes             | Filósofo e matemático                 | Estados Unidos     | 1922         | [ 23 ]        |
| 18  | Pepe Eliaschev             | Jornalista e escritor                 | Argentina          | 1945         | [ 24 ]        |
| 19  | Mercy Williams             | Política                              | Índia              | 1947         | [ 25 ]        |
| 20  | Cayetana Fitz-James Stuart | Duquesa de Alba                       | Espanha            | 1926         | [ 26 ]        |
| 20  | Márcio Thomaz Bastos       | Advogado e ex-ministro da Justiça     | Brasil             | 1935         | [ 27 ]        |
| 20  | Samuel Klein               | Empresário                            | Polónia            | 1923         | [ 28 ]        |
| 20  | Mike Nichols               | Cineasta                              | Alemanha           | 1931         | [ 29 ]        |
| 22  | Fiorenzo Angelini          | Cardeal                               | Itália             | 1916         | [ 30 ]        |
| 22  | Seu Lunga                  | Poeta, repentista e comerciante       | Brasil             | 1927         | [ 31 ]        |
| 22  | Merle Barwis               | Supercentenária                       | Canadá             | 1900         | [ 32 ]        |
| 26  | Nella Maissa               | Pianista                              | Itália/ Portugal   | 1914         | [ 33 ]        |
| 26  | Clemilda                   | Cantora                               | Brasil             | 1936         | [ 34 ]        |
| 26  | Silveira Lenzi             | Jornalista e escritor                 | Brasil             | 1935         | [ 35 ]        |
| 26  | Sabah                      | Atriz e cantora                       | Líbano             | 1927         | [ 36 ]        |
| 27  | Phillip Hughes             | Jogador de críquete                   | Austrália          | 1988         | [ 37 ]        |
| 27  | P. D. James                | Escritora de ficção policial          | Inglaterra         | 1920         | [ 38 ]        |
| 27  | José de Sousa Veloso       | Engenheiro e apresentador             | Portugal           | 1926         | [ 39 ]        |
| 27  | Stanisław Mikulski         | Ator                                  | Polónia            | 1929         | [ 40 ]        |
| 28  | Lucidio Sentimenti         | Futebolista e treinador               | Itália             | 1920         | [ 41 ]        |
| 28  | Roberto Gómez Bolaños      | Ator e comediante                     | México             | 1929         | [ 42 ]        |
| 29  | Mark Strand                | Escritor                              | Estados Unidos     | 1934         | [ 43 ]        |
| 30  | Go Seigen                  | Jogador de Go                         | China              | 1914         | [ 44 ]        |
| 30  | Qayyum Chowdhury           | Pintor                                | Bangladesh         | 1932         | [ 45 ]        |
| 30  | João Marcos Fantinatti     | Economista e escritor                 | Brasil             | 1954         | [ 46 ]        |